# Ceno Kryeziu
Ceno Kryeziu też jako Hassan Kryeziu, Ceno bej Kryeziu, Ceno beg Jakova (ur. 1895 w Djakowicy, zm. 14 października 1927 w Pradze) – albański polityk i dyplomata, w 1925 minister spraw wewnętrznych w rządzie Ahmeda Zogu.

## Życiorys
Pochodził z zamożnej rodziny posiadaczy ziemskich. Był synem Rizy Kryeziu i Gjylshahe. Kształcił się w Turcji. W czasie I wojny światowej dowodził oddziałem Albańczyków walczących przeciwko Czarnogórcom. Z czasem związał się politycznie z Esadem Paszą Toptanim i w 1915 walczył przeciwko jednostkom austro-węgierskim. W czasie walk został wzięty do niewoli. Internowany na Węgrzech, pod koniec wojny wyjechał do Pragi, gdzie mieszkał przez kilka lat.
W 1922 poślubił Nafije, siostrę Ahmeda Zogu i został burmistrzem Djakowicy. W 1924 po przewrocie w Albanii przeprowadzonym przez Fana Noliego i jego zwolenników Ceno Kryeziu organizował ucieczkę Ahmeda Zogu do Jugosławii i pomagał w nawiązaniu kontaktów politycznych w Belgradzie, w tym także z premierem Królestwa SHS - Ljubomirem Davidoviciem. W grudniu 1924 Kryeziu dowodził trzytysięcznym oddziałem, który wkroczył do Albanii od północy i odegrał kluczową rolę w odzyskaniu władzy w Tiranie przez Ahmeda Zogu. W początkach 1925 w stopniu pułkownika objął stanowisko dowódcy garnizonu Szkodry i przez trzy miesiące ścigał oddział dowodzony przez Bajrama Curriego, zakończony jego osaczeniem w jaskini Dragobi. W kwietniu 1925 Kryeziu objął stanowisko ministra spraw wewnętrznych, które sprawował przez pięć miesięcy. W tym czasie zajął się ściganiem osób biorących czynny udział w przewrocie w czerwcu 1924.
We wrześniu 1925 żandarmeria odkryła udział Ceno Kryeziu w spisku, który miał pozbawić władzy Ahmeda Zogu. Kryeziu opuścił kraj i wyjechał do Paryża. W 1926 objął stanowisko ambasadora Albanii w Królestwie SHS, mimo iż nadal posiadał obywatelstwo jugosłowiańskie. Był zwolennikiem ścisłej współpracy Albanii z Jugosławią. Zmiana kierunku polityki zagranicznej Albanii w kierunku zbliżenia z Włochami doprowadziła do dymisji Kryeziu w 1927. Jego miejsce zajął zwolennik współpracy z Włochami Tahir Shtylla.

## Zamach i śmierć
26 lipca 1927 został mianowany ambasadorem Albanii w Czechosłowacji. Wkrótce po wręczeniu listów uwierzytelniających prezydentowi Czechosłowacji Tomášovi Masarykowi został zastrzelony w praskiej kawiarni Cafe Passage przez studenta albańskiego Alqivjada Bebi, który do Pragi przyjechał z Wiednia. Sprawca oddał dwa strzały z rewolweru – jeden ugodził Kryeziu w głowę, a drugi w żołądek. Ceno Kryeziu zmarł w drodze do szpitala. Sprawca zamachu zatrzymany przez policję był powiązany z organizacją KONARE. W toku śledztwa wyjaśniał, że próbował zabić Kryeziu bo ten "chciał sprzedać Albanię Jugosławii". Kilka dni później zamachowiec został zastrzelony w gmachu sądu przez Ziję Vushtrię, b. ochroniarza Kryeziu. Ciało Kryeziego zostało zabalsamowane i przewiezione do Tirany, gdzie został pochowany w sąsiedztwie starego meczetu.
Synem Ceno Kryeziu ze związku z Nafije Zogu był Tati Esad Murad Kryeziu (1923-1993), który do 1939 był jednym z pretendentów do tronu Albanii.